# Corta pra Mim: os Bastidores das Grandes Investigações
Corta pra mim: os bastidores das grandes investigações é um livro do jornalista Marcelo Rezende, lançado em 18 de dezembro de 2013 pela editora brasileira Saraiva. Ao longo de mais de 40 anos de carreira, a maior parte dela no jornalismo investigativo.
No livro, o apresentador do Cidade Alerta conta como ingressou na carreira jornalística e também aborda alguns temas polêmicos, mas sempre mantendo o bom humor.